# Anna Vejvodová
Anna Vejvodová (19. prosince 1925 Praha – 2. listopadu 2014 Praha) byla česká herečka.

## Počátky
Narodila se v Praze. Původním povoláním byla učitelka.

## Kariéra
Poprvé se objevila ve filmu v roce 2003, kdy režisér Zdeněk Troška vyhlásil konkurzy na různé role do svého filmu Kameňák. Annu Vejvodovou potkal v pražském metru. Požádala ho o autogram a protože sháněl postavu babky Kropáčkové do připravovaného filmu Kameňák, nabídl jí spolupráci. Účinkovala i ve druhém volném pokračování filmu (kde hrála jednu z hlavních rolí, avšak při postsynchronech ji nadabovala Eva Jiroušková) a následně i ve třetím pokračování. V roce 2013 se objevila v dalším filmu Zdeňka Trošky Babovřesky, kde hrála stoletou Trůdu.

## Osobní život
Jako vdova žila v domově pro seniory na Praze 6, kde také 2. listopadu 2014 zemřela.

## Filmografie
- 2003 Kameňák – Kropáčková
- 2004 Kameňák 2 – Kropáčková (mluví Eva Jiroušková)
- 2005 Kameňák 3 – Kropáčková
- 2013 Babovřesky – Trůda